# Balantidiasis
Balantidiasis (Bệnh do Balantidium) là một bệnh nhiễm trùng động vật nguyên sinh do nhiễm Balantidium coli.

## Triệu chứng
Các triệu chứng xuất phát từ niêm mạc ruột, bao gồm tiêu chảy hoặc táo bón.

## Lây lan
Balantidium là động vật nguyên sinh duy nhất có lông mao được biết là lây nhiễm cho người.. Người mắc phải bệnh Balantidosis thông qua đường tiêu hóa từ vật chủ là lợn. Lợn khi mắc bệnh không biểu hiện triệu chứng. Nước nhiễm bẩn là cơ chế lây lan phổ biến nhất. Tuy nhiên nguy hiểm không kém là ăn phải thực phẩm bẩn.

## Chẩn đoán
Chẩn đoán bệnh balantidiasis là một quá trình phức tạp. Tuy nhiên, chẩn đoán bệnh balantidzheim có thể được xem xét khi bệnh nhân bị tiêu chảy kết hợp với tiền sử tiếp xúc với amíp khi đi du lịch, tiếp xúc với người bị nhiễm bệnh hoặc quan hệ tình dục qua đường hậu môn. Ngoài ra, chẩn đoán bệnh balantidiasis có thể được thực hiện bằng cách kiểm tra bằng kính hiển vi của mẫu phân hoặc mô.

## Phòng ngừa
Các biện pháp phòng ngừa đòi hỏi vệ sinh cá nhân và cộng đồng hiệu quả. Một số biện pháp bảo vệ cụ thể bao gồm:
- Lọc nước uống
- Bảo quản thực phẩm đúng cách.
- Xử lý phân người bị bệnh.
- Theo dõi bệnh nhân mắc balantidiasis.

## Điều trị
Bệnh Balantid có thể được điều trị bằng tetracycline, carbarsone, metronidazole hoặc diiodohydroxyquin. 

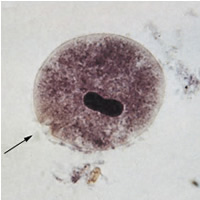
Một thể Tư dưỡng của Balantidium coli

Nghiên cứu đầu tiên trên bệnh balantidiasis ở người được thực hiện bởi Cassagrandi và Barnagallo vào năm 1896. Tuy nhiên, thí nghiệm này đã không thành công trong việc giải thích quá trình nhiễm trùng và không rõ liệu Balantidium coli có phải là ký sinh trùng thực sự  hay không. Trường hợp đầu tiên của bệnh balantidiasis  ở Philippines được báo cáo vào năm 1904. Hiện nay, Balantidium coli có mặt trên toàn thế giới nhưng chưa đến 1% dân số loài người bị nhiễm bệnh. Lợn là ổ chứa ký sinh trùng chính, nhất là những quốc gia như Philippines, Bolivia và Papua New Guinea.  Balantidium coli cũng ký sinh trong chuột. Trong một nghiên cứu của Nhật Bản đã phân tích các mẫu phân ở 56 loài động vật có vú, Balantidium coli được tìm thấy trong lợn, và năm loài linh trưởng: Tinh tinh (troglodytes Pan), vượn tay trắng (Hylobates lar), Saimiri sciurea, khỉ đầu chó Sacred (Comopithecus hamadryas), và khỉ Nhật Bản (Macaca fuscata).  Trong các nghiên cứu khác, Balantidium coli cũng được tìm thấy trong các loài của bộ Gặm nhấm và bộ Ăn thịt.